# Contea di Wayne (Ohio)
La contea di Wayne (in inglese Wayne County) è una contea dello Stato dell'Ohio, negli Stati Uniti. La popolazione al censimento del 2000 era di 111 564 abitanti. Il capoluogo di contea è Wooster.